# Fabrizio Moretti
Fabrizio Moretti (Peru, 1980. június 2. –) amerikai-brazil dobos és zenész, a The Strokes együttes dobosa. Édesapja olasz, édesanyja brazil, hároméves korában költöztek New Yorkba.
Barátnője egy ideig Drew Barrymore színésznő volt, később Kristin Wiig lett az.